# Barré-akkoord

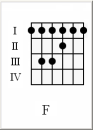
Voorbeeld van een Grote F barré akkoord

Een barré-akkoord of afgekort barré is een akkoord van een snaarinstrument waarbij één vinger (vaak de wijsvinger) wordt gebruikt om meerdere snaren op dezelfde fret in te drukken. Hierdoor kunnen open akkoordvormen op elke positie op de hals gespeeld worden. Men kan voor het gemak de barré-vinger als een nieuwe, tijdelijke topkam beschouwen. Een capo werkt op een soortgelijk manier.
Omdat het bij fretloze instrumenten zeer moeilijk is alle vingers op precies de goede positie op de snaar te houden zijn barré-akkoorden voor deze instrumenten niet erg geschikt. Men ziet barré-akkoorden dan ook voornamelijk bij instrumenten als de gitaar, ukelele, luit, enz.
Voor elk akkoord kun je op deze manier vijf verschillende barré-akkoorden gebruiken. Uiteraard zijn er op deze akkoorden ook nog de nodige variaties die men in barré-vorm kan spelen. Door deze variaties bestaan er enkele miljoenen barré-akkoorden, zo bestaan er bijvoorbeeld alleen van het Fadd11 akkoord in barré-vorm al 47 variaties.